# Бесединский сельсовет
Бесе́динский сельсовет — муниципальное образование со статусом сельского поселения в Курском районе Курской области Российской Федерации.
Административный центр — село Беседино.

## История
Статус и границы сельсовета установлены Законом Курской области от 21 октября 2004 года № 48-ЗКО «О муниципальных образованиях Курской области».
Законом Курской области от 26 апреля 2010 года № 26-ЗКО в состав сельсовета включены населённые пункты упразднённого Троицкого сельсовета.

## Население
| 2002  | 2010  | 2012  | 2013  | 2014  | 2015  | 2016  |
| ----- | ----- | ----- | ----- | ----- | ----- | ----- |
| 2813  | ↗3036 | ↘2919 | ↗3006 | ↗3129 | ↘3105 | ↘3095 |
| 2017  | 2018  | 2019  | 2020  | 2021  |       |       |
| ↗3131 | ↘3088 | ↗3091 | ↗3110 | ↘3047 |       |       |

## Состав сельского поселения
| №  | Населённый пункт    | Тип населённого пункта       | Население |
| -- | ------------------- | ---------------------------- | --------- |
| 1  | 1-е Красниково      | деревня                      | ↘187      |
| 2  | 1-е Писклово        | деревня                      | ↘118      |
| 3  | 2-е Красниково      | деревня                      | ↘29       |
| 4  | 2-е Писклово        | деревня                      | ↘14       |
| 5  | Алябьево            | деревня                      | ↘131      |
| 6  | Безобразово         | деревня                      | ↘47       |
| 7  | Беломестное         | деревня                      | ↗44       |
| 8  | Беседино            | село, административный центр | ↘1154     |
| 9  | Большое Мальцево    | деревня                      | ↘65       |
| 10 | Букреево            | деревня                      | ↘121      |
| 11 | Букреевские Выселки | хутор                        | ↘5        |
| 12 | Воронцово           | деревня                      | ↘224      |
| 13 | Городище            | деревня                      | ↘44       |
| 14 | Дубовец             | хутор                        | ↘12       |
| 15 | Карасевка           | деревня                      | ↘202      |
| 16 | Кувшинное           | село                         | ↘26       |
| 17 | Кутепова            | деревня                      | ↘53       |
| 18 | Малое Мальцево      | деревня                      | ↘15       |
| 19 | Петровское          | деревня                      | ↘179      |
| 20 | Семидесный          | хутор                        | ↗18       |
| 21 | Троица              | село                         | ↘67       |
| 22 | Чуйкова             | деревня                      | ↘59       |
| 23 | Шеховцово           | деревня                      | ↘222      |

## Археология

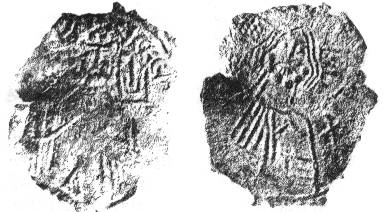
Сребреник Владимира Святославича с Бесединского городища под Курском, X век

Близ села Городище на правом берегу реки Рать (приток Сейма) находится славянское Бесединское (Ратское) городище IX—XIV веков, отождествляемое с известным по письменным источникам древнерусским городом Ратун или Ратно. Ратский археологический комплекс (официальное, но ошибочное название «Комплекс памятников, IX–XII вв. н. э.: Бесединское городище, два селища») расположен между деревнями Шеховцово и Городище на высоком правом берегу реки Рать. Выявлено три культурно-хронологических горизонта: первый с древностями роменской культуры IX — конца X века, второй соотносится с древнерусской культурой конца X — первой половиной XIII века, третий с материалами ордынского времени, датирующийся по монетам и фрагментам импортной, в первую очередь, поливной посуды началом — серединой XIV века. В середине X века на Селище 1 Ратского археологического комплекса был выкопан ров, который должен был препятствовать проникновению животных на участок селища, на котором располагались многочисленные хранилища сельскохозяйственной продукции. В первой половине XIV века на месте славяно-русского поселения формируется крупный ордынский центр площадью около 35 га, укреплённая часть которого составляла не менее 15 га. Ратский комплекс был, видимо, административным центром известной по письменным источникам «Курской тьмы» и прекратил своё существование в 60-х годах XIV века.